# Warhammer 40,000: Space Marine 2
Warhammer 40,000: Space Marine 2 est un jeu vidéo hack 'n' slash de tir à la troisième personne développé par Saber Interactive et publié par PulluP Entertainment. Il est sorti sur Microsoft Windows, PlayStation 5 et Xbox Series le 9 septembre 2024 et est la suite de Warhammer 40,000: Space Marine.
Le jeu se déroule dans l'univers Warhammer 40,000 de Games Workshop et présente le chapitre Ultramarines de Space Marine. Le scénario suit le périple du capitaine Demetrian Titus, que le joueur avait déjà incarné dans l'opus précédent.

## Synopsis
Le capitaine Demetrian Titus des Ultramarines, bien qu'il ait sauvé le monde-forge Graïa d'une double invasion à la fois des Orks et du Chaos, est accusé de corruption à cause de sa résistance exceptionnelle aux pouvoirs du Warp. Bien que la Très Sainte Inquisition ne trouve aucune trace d'une telle corruption, Titus est forcé d'intégrer la Deathwatch, le chapitre Space Marine spécialisé dans les combats contre les Xénos — terme désignant collectivement toutes les races aliens non-humaines — pendant un siècle.
Mais durant le 41e millénaire, les Tyranides de la Flotte Léviathan lancent une grande offensive et attaquent notamment le système Récidious, qui abrite le projet secret Aurora. Titus et son unité Primus de la Deathwatch sont déployés pour lancer une bombe virale afin de ralentir l'invasion ; mais si la mission est un succès, les membres de l'unité Primus sont tués, et Titus lui-même est gravement blessé. Seule la chirurgie Rubicon, qui permet de transformer un Space Marine normal en sa version améliorée Primaris, parvient à le sauver. Sur ordre du Maître du Chapitre des Ultramarines, Marneus Calgar, Titus est réintégré comme lieutenant au sein des Ultramarines et devra les aider à repousser les Tyranides et à sécuriser le Projet Aurora. Mais d'autres forces se révèlent être à l'œuvre dans ce système.

## Système de jeu
Warhammer 40,000: Space Marine 2 est un jeu de tir à la troisième personne combinant les éléments de tir et les éléments de hack 'n' slash; autrement dit, le joueur affronte des hordes d'ennemis avec des armes de tir et des armes de corps-à-corps. Durant les affrontements au corps-à-corps, le gameplay se fonde sur la parade et l'esquive. Si le joueur peut attaquer l'ennemi, il sera plus avantageux pour lui de parer ou esquiver les attaques ennemies avant de contre-attaquer et de faire particulièrement attention au timing de ces manœuvres. Un bon timing permet au joueur de rendre l'ennemi vulnérable à un tir rapide qui inflige des dégâts significatifs, tandis que les plus faibles ennemis seront éliminés sur le coup. En outre, certains ennemis plus importants peuvent être sonnés, ce qui permet d'effectuer une exécution qui restaure instantanément l'armure du joueur, bien que celle-ci se régénère au fil du temps.

### Modes de jeu
Space Marine 2 dispose de trois modes de jeu. Tout d'abord, le mode Campagne qui suit les aventures du lieutenant Titus après sa réintégration chez les Utramarines, et de sa nouvelle escouade composée du sergent Gadriel et le soldat Chairon. Il se situe quelques siècles après les événements du premier titre, Warhammer 40,000: Space Marine. Ce mode de jeu permet au joueur de se familiariser avec les mécaniques du jeu, aux ennemis ainsi qu'à l'arsenal d'armes de tir et de corps à corps qui est à sa disposition, que le joueur débloque progressivement au cours des missions.[réf. nécessaire]
Ensuite, le mode Opérations consiste en des missions multijoueur coopératives parallèles à la campagne, menées par d'autres équipes d'Ultramarines. Ces dernières complètent certains objectifs secondaires pour assister l'escouade du lieutenant Titus. Ce mode de jeu porte quelques différences à l'expérience du mode campagne, notamment par l'implémentation d'un système de classe, permettant au joueur de personnaliser le style de jeu de son Space Marine et son apparence. Le mode Campagne et Opérations peuvent être joués soit en solo, soit en coopération avec d'autres joueurs en ligne.
Enfin, le mode Guerre Éternelle est le mode multijoueur en équipe qui voit s'affronter les Space Marines de l'Imperium et du Chaos dans des batailles en joueurs contre joueurs dans plusieurs modes de jeux à objectifs distincts. Par ailleurs, les modes Opérations et Guerre Éternelle proposent au joueur de choisir entre six classes de Space Marine qui possèdent leurs propres forces et faiblesses. Chaque classe  possède une dotation spécifique et une compétence suprême, une puissante compétence capable de renverser une situation difficile. Ces classes ont chacune une identité propre. Par exemple, la classe lourde se focalise plus sur le tir de suppression, tandis que la classe d'assaut mène des assauts aériens à l'aide d'un réacteur dorsal.

## Développement et commercialisation
Le rôle de Titus est remanié ; il était doublé par Mark Strong dans l'opus précédent, mais il est désormais interprété par Clive Standen,.
Le jeu est annoncé le 9 décembre 2021 lors des Game Awards 2021 par le biais d'une bande-annonce cinématographique. Les Tyranides sont présentés comme des ennemis.
Le jeu est sorti sur Microsoft Windows, PlayStation 5 et Xbox Series le 9 septembre 2024,,.

## Accueil

### Succès commercial

#### Fréquentation
Dès le 6 septembre, date du lancement en accès anticipé de Space Marine 2, le pic d'utilisateurs connectés en simultané atteint 134 283 joueurs. Le 9 septembre, pour sa sortie officielle, il est de plus de 225 000 joueurs simultanés, ce qui en fait le jeu vidéo Warhammer le plus joué sur Steam, détrônant Total War: Warhammer 3 et son pic de 166 754 joueurs simultanés. Le 11 septembre, Tim Willits (directeur de la création chez Saber Interactive) et Todd Hollenshead (directeur de l'édition chez Saber Interactive et anciennement président-directeur général d'Id Software) déclarent sur X « que Space Marine 2 est le jeu sur lequel [ils ont] travaillé qui se vend le plus rapidement, même comparé aux jeux Quake, Doom, Wolfenstein et Rage ».

#### Ventes
Le 10 septembre 2024, Space Marine 2 s'écoule à plus de 2 millions d'exemplaires en moins de 24 heures, ce qui en fait le plus gros démarrage pour PulluP Entertainment  et le meilleur lancement de l'histoire des jeux vidéo Warhammer. Fin novembre 2024, le jeu s'est vendu à plus de 5 millions d'unités.